# Cattedrale del Sacro Cuore (Davenport)
La cattedrale del Sacro Cuore (in inglese: Sacred Heart Cathedral) è il principale luogo di culto cattolico di Davenport, in Iowa.
La chiesa, sede del vescovo di Davenport, è stata completata nel 1891.

## Galleria d'immagini

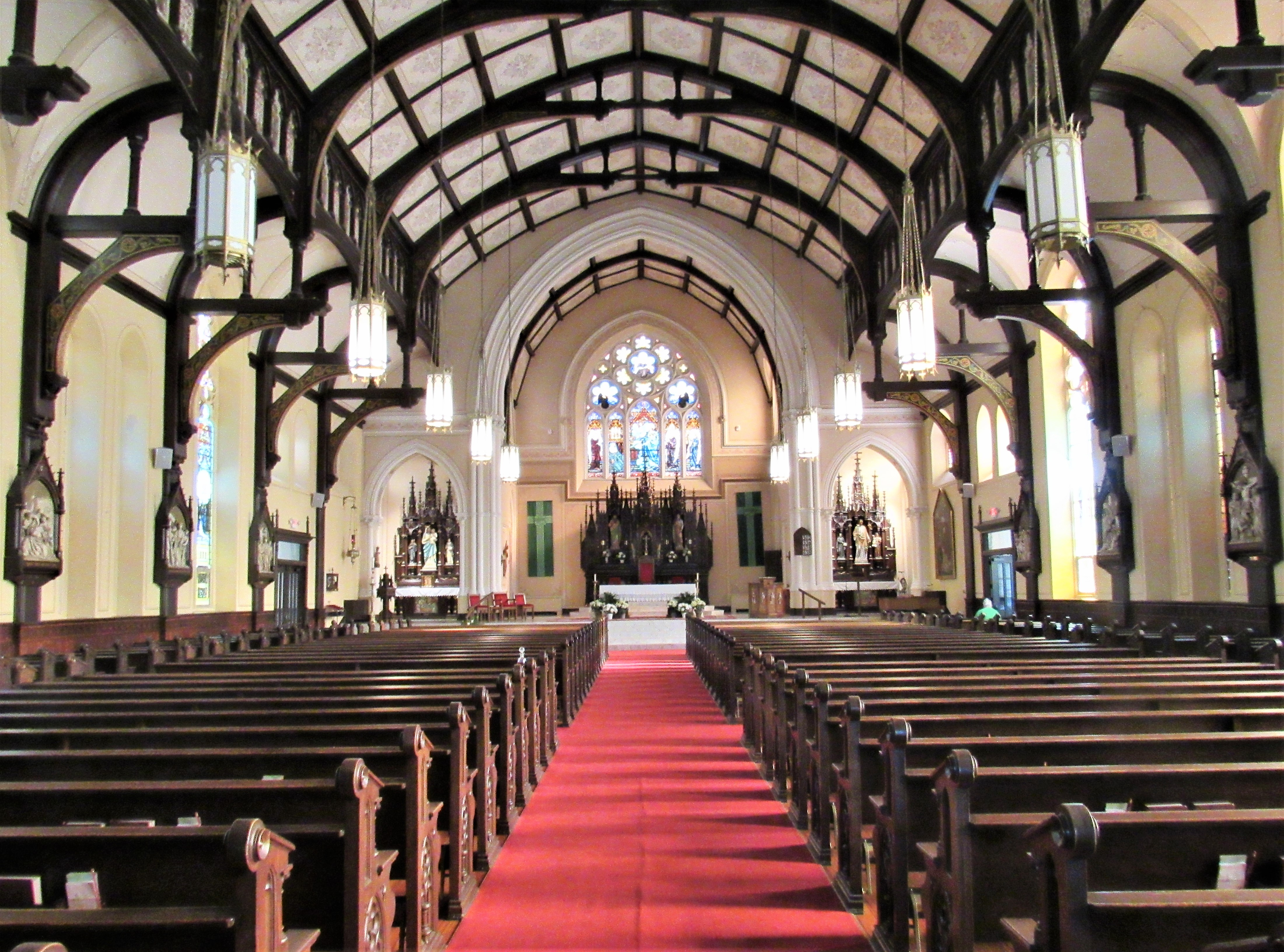
Cattedrale interni
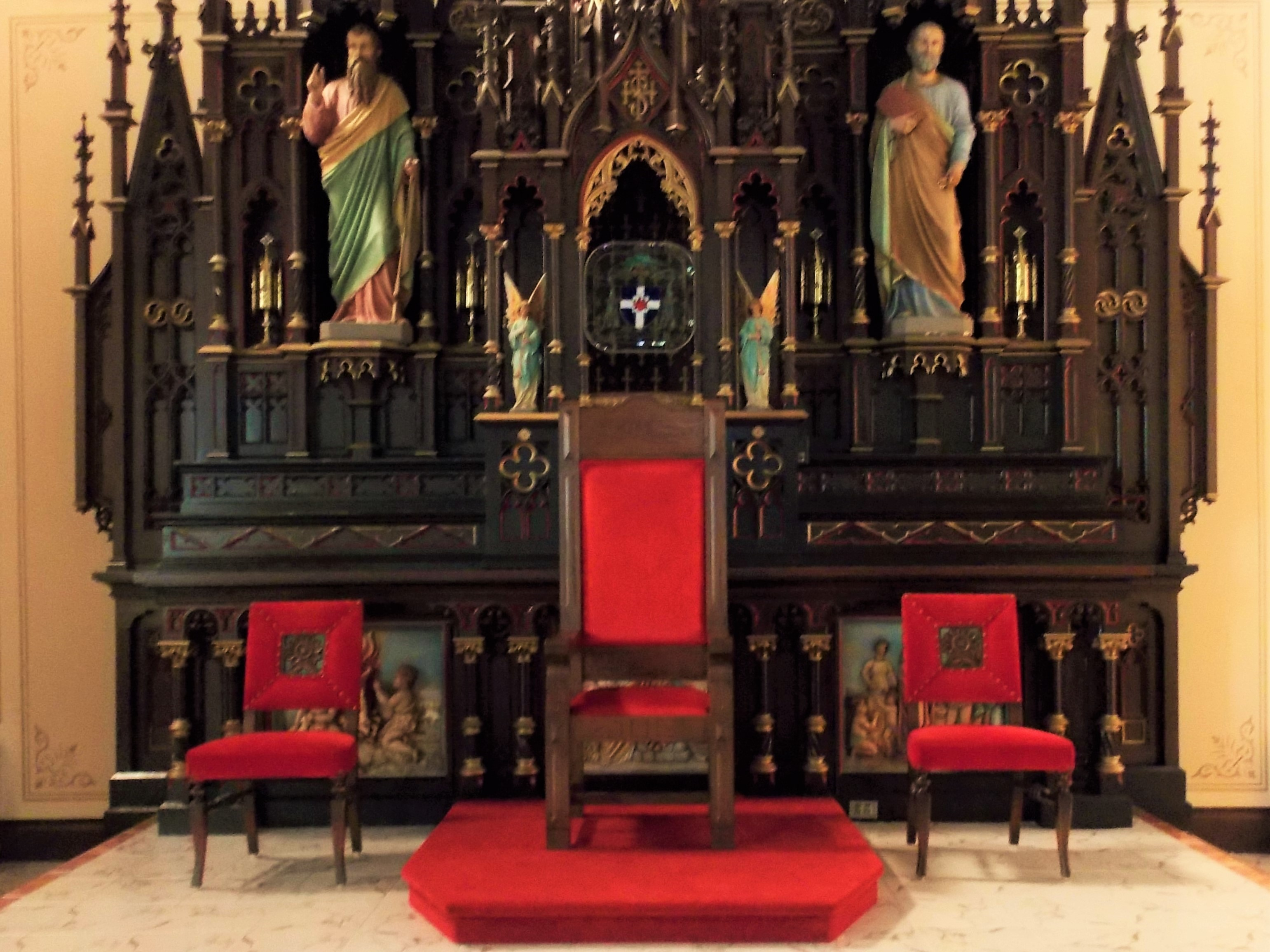
Cattedra
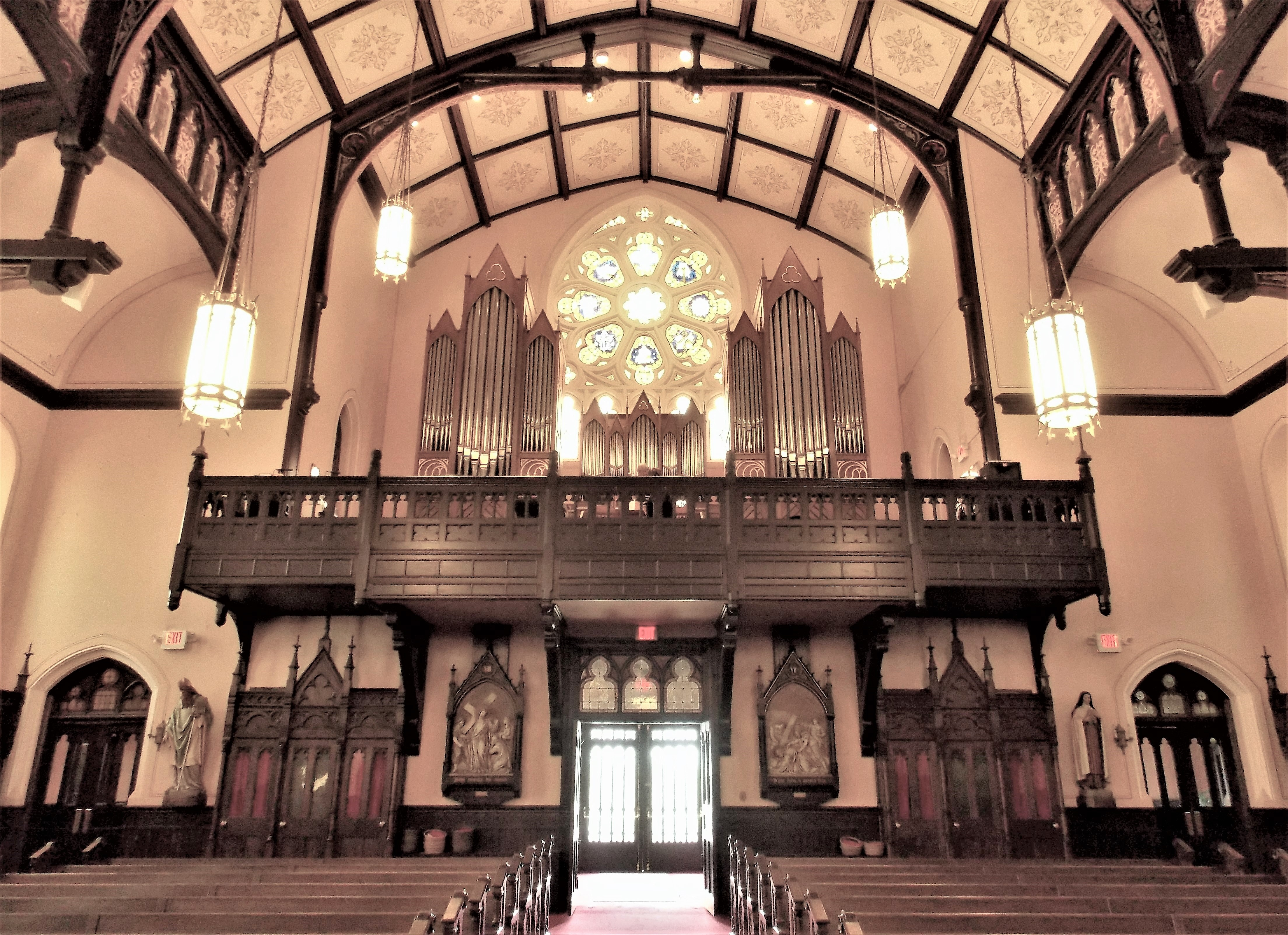
Organo
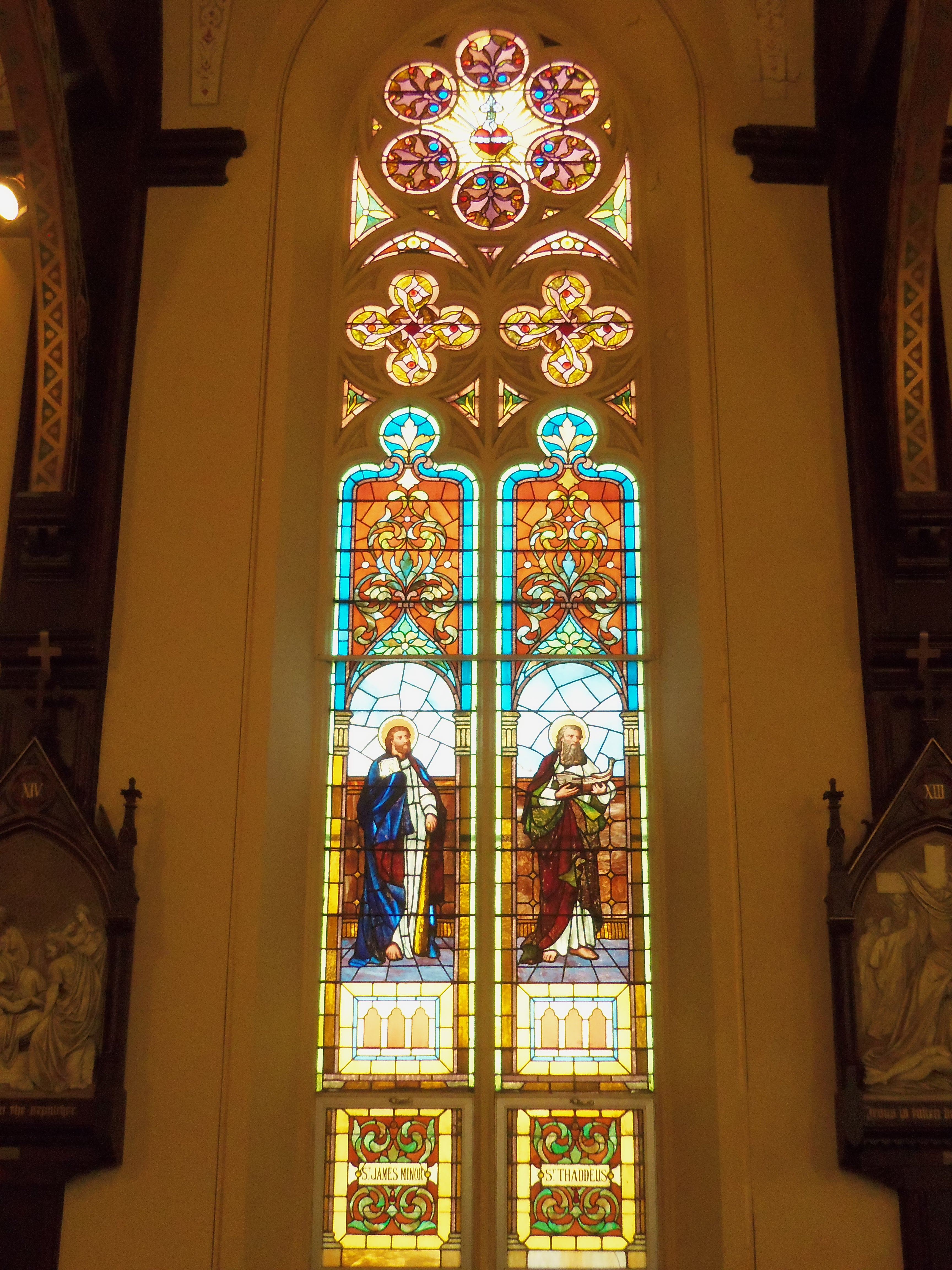
Vetrata
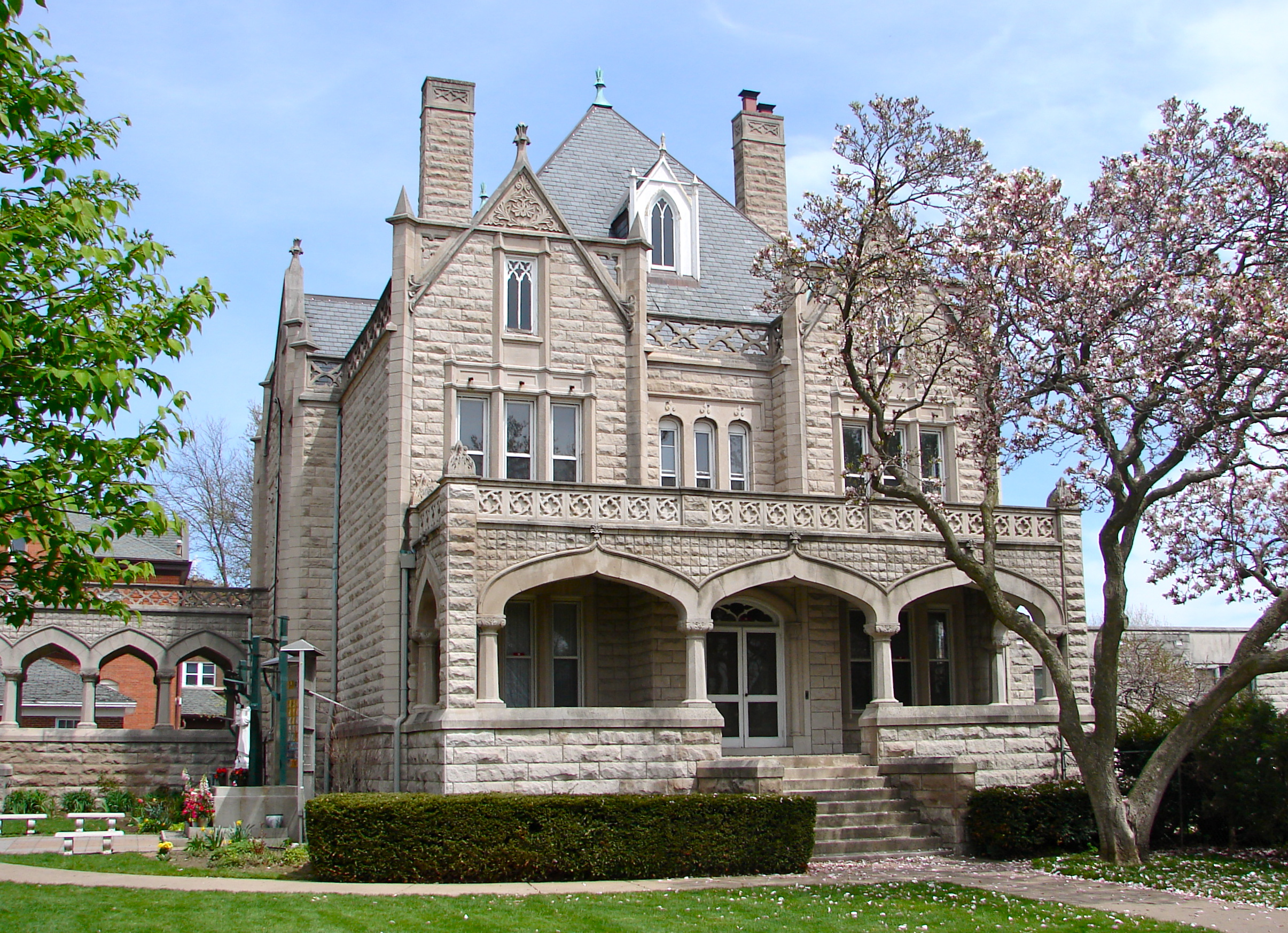
Canonica